# Augustus Charles Gregory
Sir Augustus Charles Gregory KCMG FRSGS (1 de agosto de 1819 - 25 de junio de 1905) fue un explorador y topógrafo australiano nacido en Inglaterra. Entre 1846 y 1858 realizó cuatro grandes expediciones. Fue el primer Agrimensor General de Queensland. Fue nombrado miembro vitalicio del Consejo Legislativo de Queensland.

## Primeros años
Augustus Charles Gregory nació en Farnsfield, Nottingham, Inglaterra. Fue el segundo de cinco hermanos nacidos de Joshua Gregory y de Frances Churchman:
1. Joshua William Gregory, nacido en 1815, murió el 20 de septiembre de 1850 a los 35 años;
2. Augustus Charles Gregory, nacido el 1 de agosto de 1819, murió en 1905 a los 86 años;
3. Francis (Frank) Thomas Gregory, nacido en 1821, quien también se convirtió en un destacado explorador;
4. Henry Churcham Gregory, born 1823, nacido en 1823, fallecido en Londres el 29 de julio de 1903 a la edad de 79 años;[2]
5. Charles Frederick Gregory, nacido en 1825.

Augustus Charles fue educado en forma privada por tutores y luego por su madre. En 1829, la familia emigró a Australia Occidental a bordo del Lotus, llegando a la Colonia del Río Swan solo cuatro meses después de su establecimiento.
Inicialmente, a la familia Gregory se le concedieron tierras en la margen izquierda del río Swan, pero el suelo era pobre y luego obtuvieron dos concesiones más, una en Maylands y otra en el distrito de Upper Swan. Durante gran parte de la década de 1830, Augustus aceptó trabajos para complementar los ingresos de la familia. Durante un tiempo trabajó para un químico y más tarde, en sociedad con su hermano Joshua William, como topógrafo contratado. En diciembre de 1841, se incorporó a la Oficina de Estudios del Gobierno (Government of Western Australia).

## Exploraciones

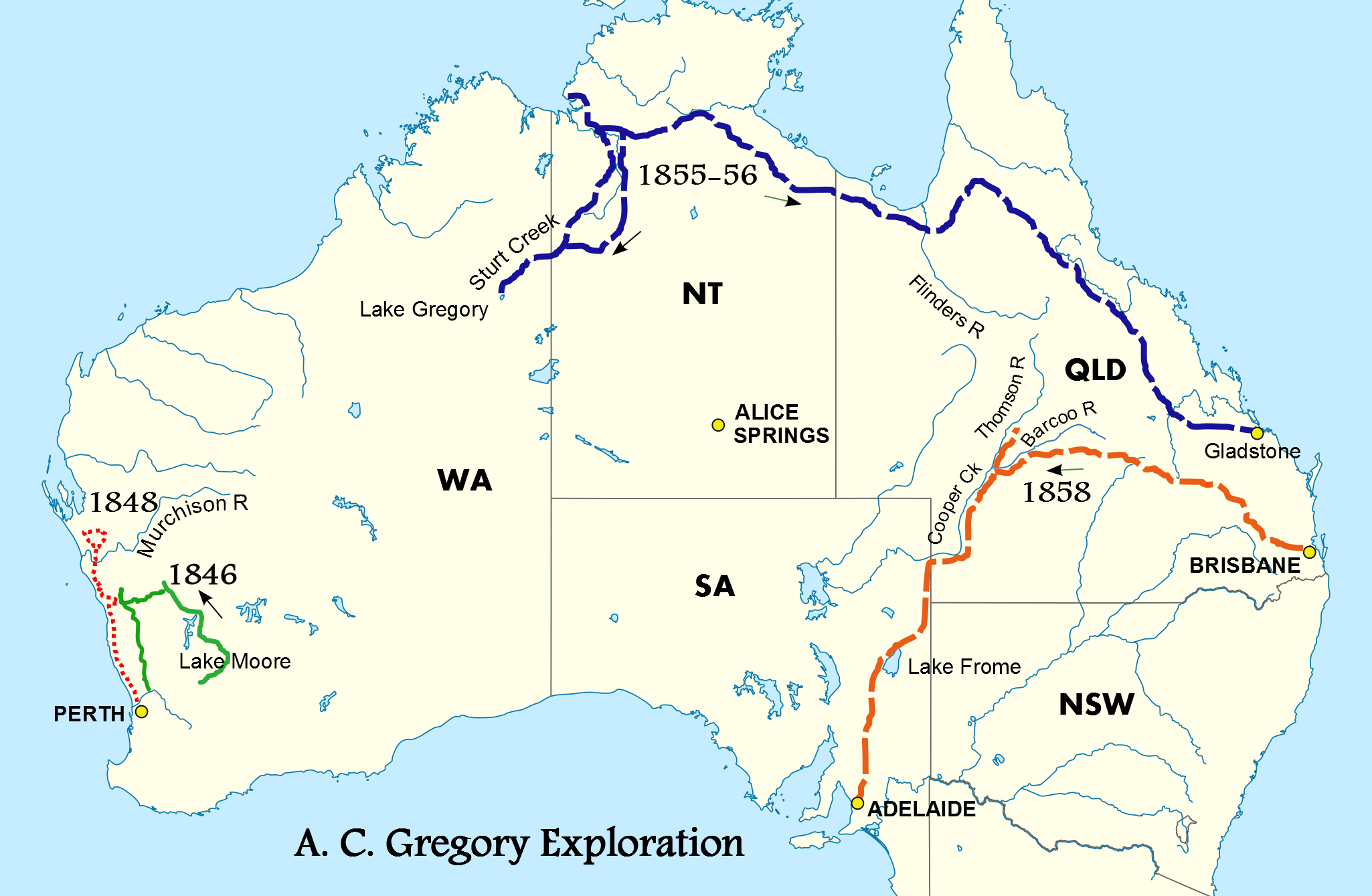
Augustus Gregory – Rutas de exploración australianas

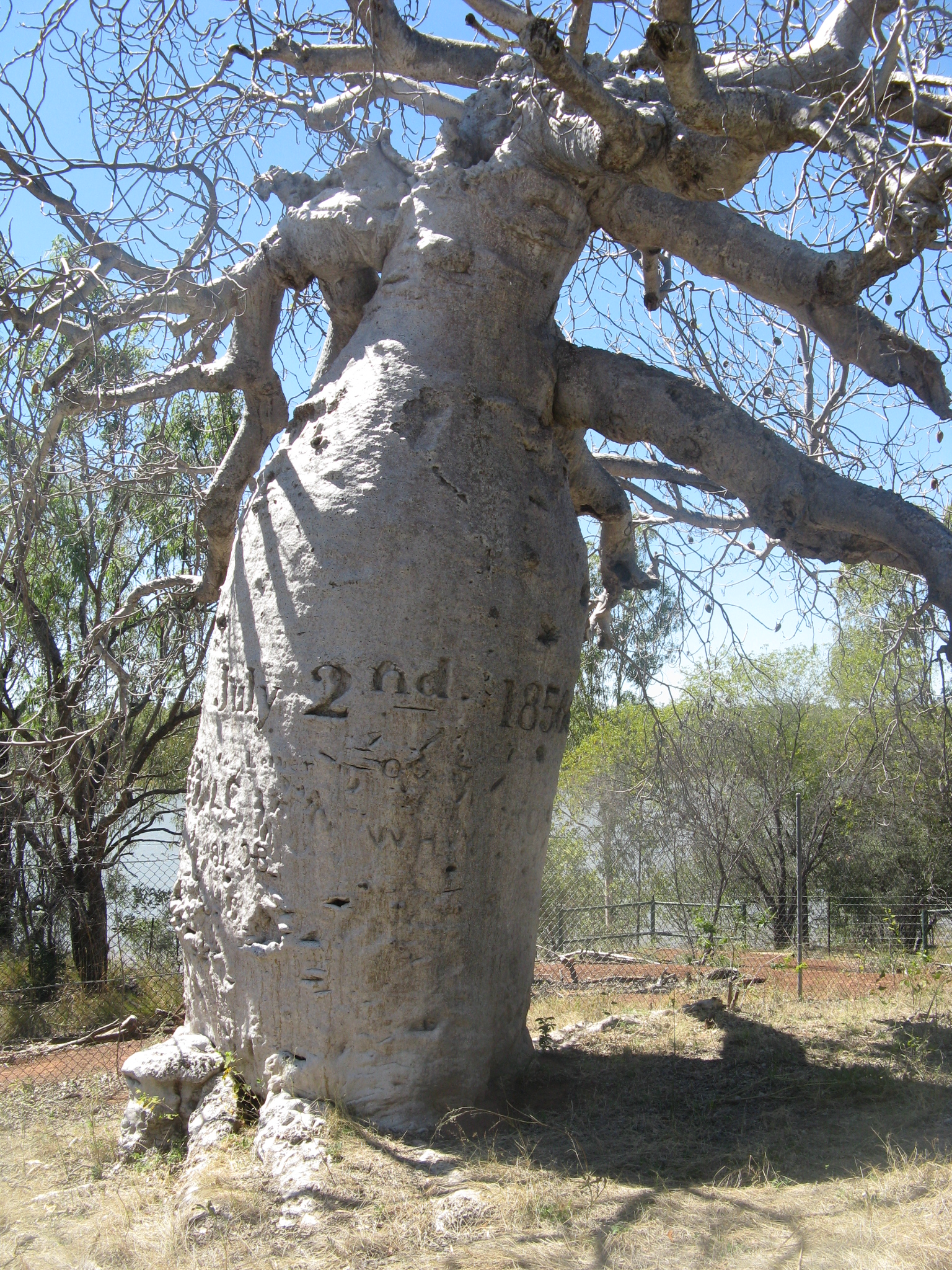
Árbol de Gregory sobre el río Victoria, aprox. 20 km al oeste de Timber Creek. La fecha, 2 de julio de 1856, fue grabada por Thomas Baines, el artista de la expedición.

En 1846, con sus dos hermanos, Francis Thomas y Henry Churcham, realizó su primera exploración. Con cuatro caballos y provisiones para siete semanas, partieron de la estación de T. N. Yule a 60 millas al noreste de Perth el 7 de agosto de 1846 y exploraron una parte considerable del país al norte de Perth, regresando después de una ausencia de 47 días durante los cuales habían recorrido unos 1500 km.
Dos años más tarde, Augustus dirigió una expedición para examinar el curso del río Gascoyne y, en particular, para buscar nuevos pastizales. El grupo partió el 2 de septiembre de 1848 y cruzó el río Murchison el 25 de septiembre, pero el país estaba muy seco y se hizo difícil dar de beber a los caballos. Gregory decidió volver a girar hacia el sur a principios de octubre y el 6 de octubre decidió descansar los caballos junto al río Murchison. El grupo regresó a Perth el 12 de noviembre después de haber encontrado buenos pastos. A pesar de las dificultades de suministro de agua, se cubrieron unos 2400 km en un período de 10 semanas.
En 1854, mientras era topógrafo asistente de Australia Occidental (Assistant Surveyor of Western Australia), a Gregory se le pidió  que dirigiera una expedición al interior, desde un punto de encuentro en Moreton Bay, cerca de Brisbane. Gregory tenía a su hermano, Henry Churcham, como segundo al mando y al barón von Mueller como botánico. En total eran 19 hombres, con 50 caballos y 200 ovejas. El grupo salió de la bahía de Moreton por mar el 12 de agosto de 1855 y avistó Port Essington el 1 de septiembre. Al día siguiente, su barco encalló en un arrecife y fue imposible salir a flote hasta el 10 de septiembre. Se dirigieron a Pearce Point (golfo de José Bonaparte) y, a fines de mes, el grupo llegó al estuario del río Victoria. El grupo se dividió, con un grupo remontando el río en una  schooner, mientras que Gregory conducía al otro por la cordillera.[cita requerida] Fue en este viaje cuando Gregory se puso en contacto con el pueblo Gurindji, siendo su partida su primer contacto con europeos.
Gregory se había asegurado los servicios de John Gilburri Fahy. Gilburri había sido capturado recientemente después de vivir trece años con los aborígenes de las montañas Bunya. Gregory hizo un trato con Fahy para actuar como guía de la misión y llevarlo al último lugar conocido del desaparecido explorador Ludwig Leichhardt. Gregory le prometió a Fahy que recibiría un indulto total y así lo hizo en 1857.
Se reunieron el 20 de octubre y establecieron un campamento a 20 km al oeste del actual Timber Creek. Gregory dirigió varias incursiones río arriba por el río Victoria y rastreó el arroyo Sturt's durante 480 km hasta que desapareció en el desierto de Tanami. El equipo central regresó al campamento base en la estación seca de 1856. El 2 de julio de 1856, Gregory dejó una inscripción en un gran árbol boab (llamado el «árbol de Gregory»), indicando dónde había dejado una carta en caso de que el equipo de expedición se perdiera. Girando hacia el este, el grupo exploró los ríos Elsey, Roper y Macarthur, luego viajó de regreso a Brisbane.por los ríos Flinders, Burdekin, Fitzroy y Burnett. Llegaron a Brisbane el 16 de diciembre de 1856 después de inspeccionar una extensa franja de tierra. En dieciséis meses, la expedición había recorrido más de 3200 km por mar y 8000 km por tierra.
En septiembre de 1857, el gobierno de Nueva Gales del Sur contrató a Gregory para buscar rastros de Ludwig Leichhardt, un compañero explorador que había desaparecido en una expedición anterior. Se formó un grupo de nueve hombres con Gregory al mando y su hermano, Charles Frederick, como segundo al mando. El 24 de marzo de 1858 la expedición partió de Juandah cerca de la actual ciudad de Taroom. El 21 de abril se encontró un árbol marcado con una L en la latitud 24°35′ y longitud 146°6′. Luego siguió el río Barcoo hasta su unión con el Thomson. El 15 de mayo, el país estaba tan seco que la expedición se dirigió hacia el sur para salvar a los caballos. Siguieron el Cooper Creek hasta que estaban cerca de la frontera del sur de Australia, llegando al Strzelecki Creek el 14 de junio. Continuando su curso principalmente hacia el sur, el 26 de junio decidió dirigirse a Adelaida, a donde llegó a finales de julio de 1858.

## Vida posterior

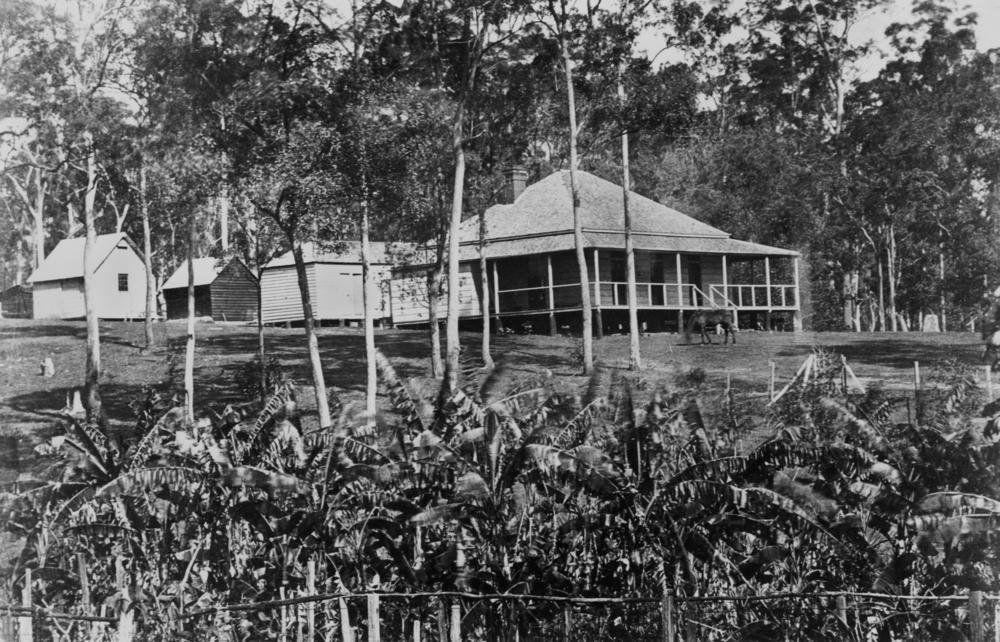
Rainworth, residencia de sir Augustus Charles Gregory, Bardon, ca. 1885

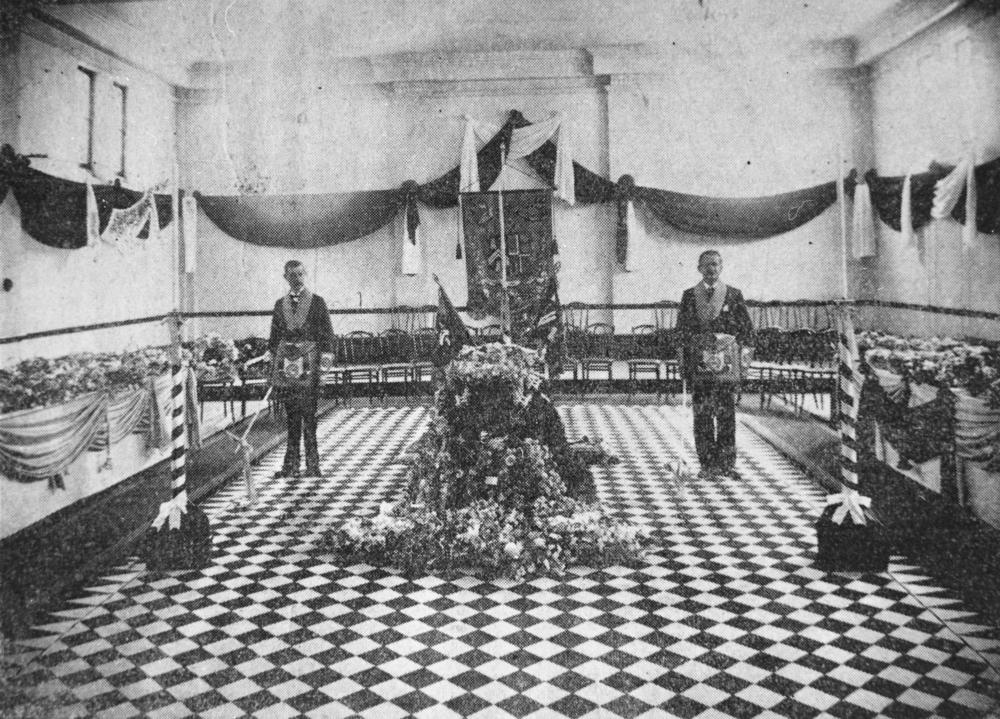
Sir Augustus Charles Gregory yaciendo en estado, Masonic Hall, Alice Street, Brisbane, 1905

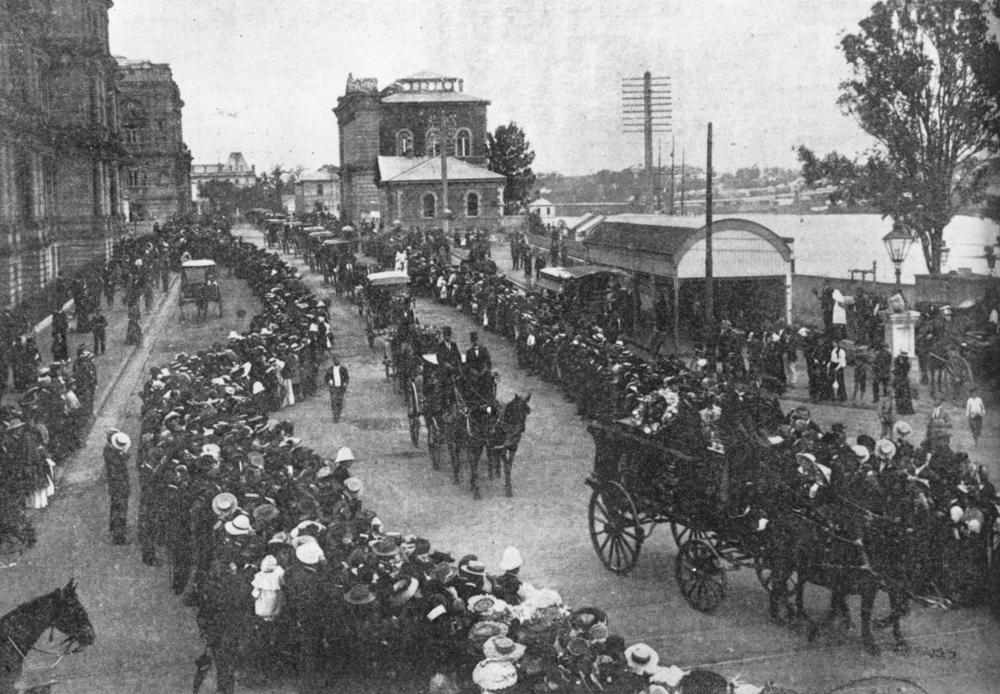
Procesión fúnebre de sir Augustus Charles Gregory, Brisbane, 1905

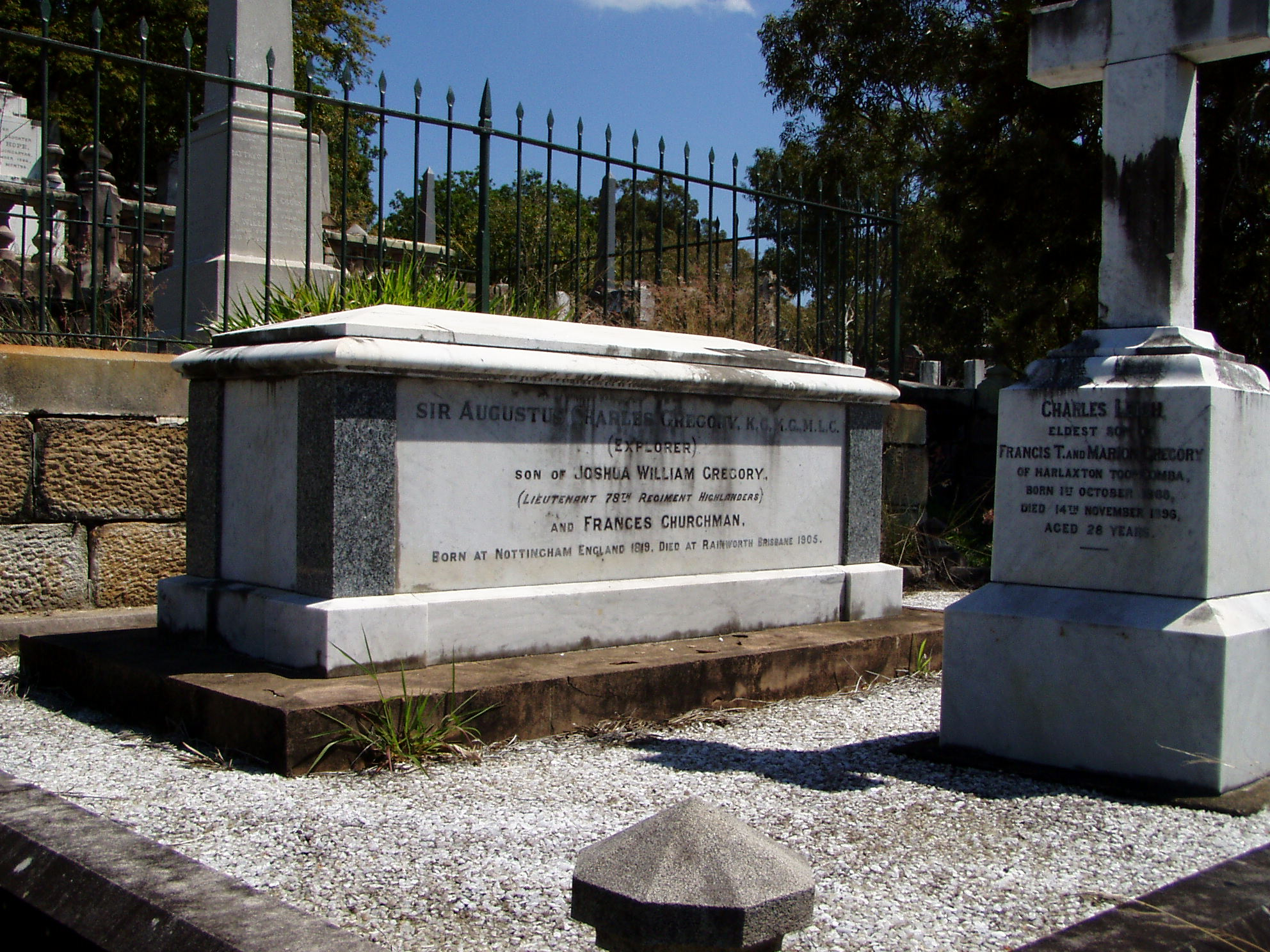
La tumba de sir Augustus Charles Gregory en el cementerio Toowong de Brisbane.

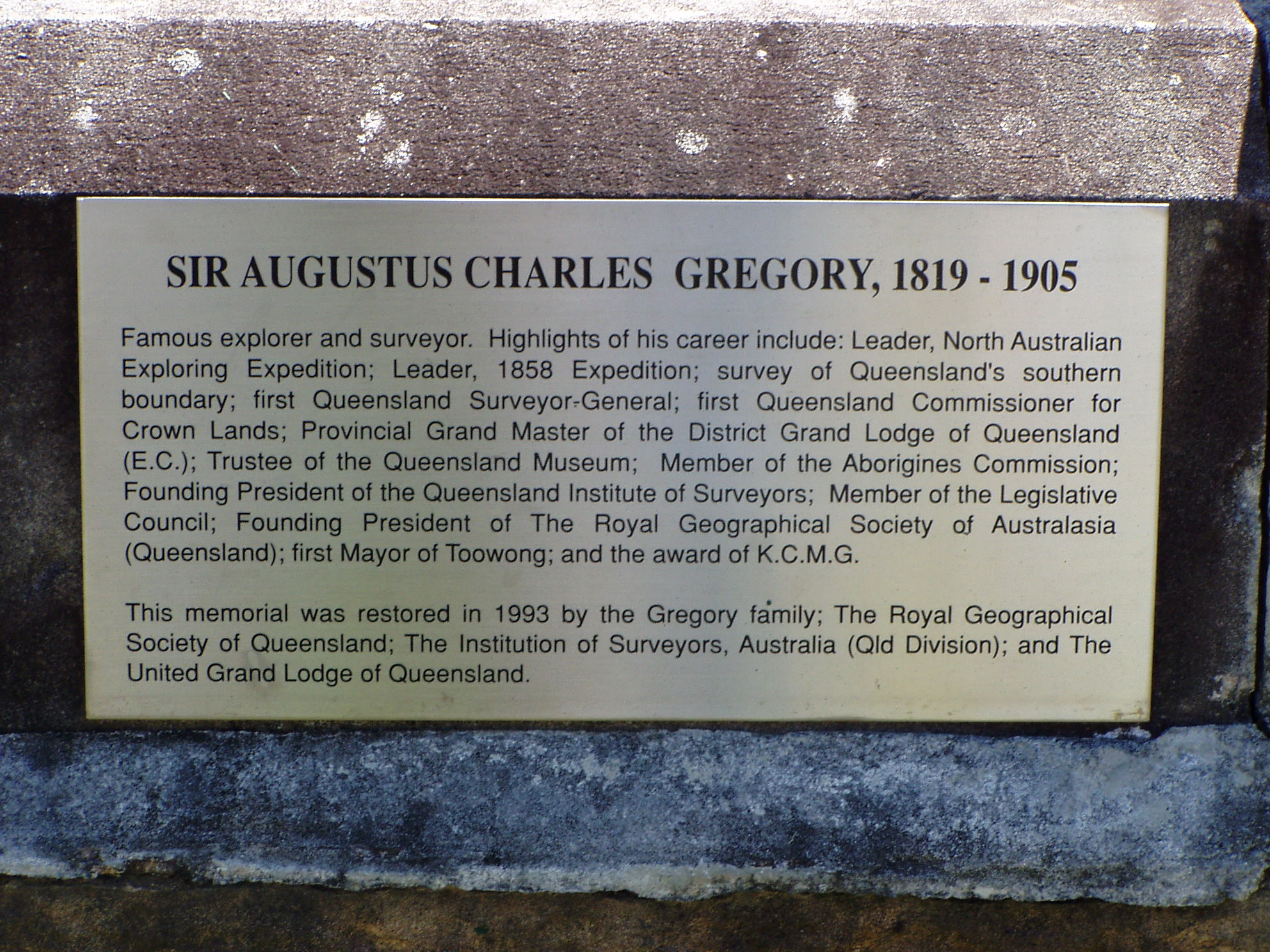
Placa en la tumba de Gregory.

En 1855, Gregory se convirtió en masón en la Sydney Samaritan Lodge en Nueva Gales del Sur.
Gregory recibió la Medalla del Fundador de la Royal Geographical Society en 1858.
Gregory no emprendió más exploraciones, pero fue nombrado Agrimensor General de Queensland en 1859. Más tarde se enfrentó con William Alcock Tully (entonces subsecretario de tierras públicas y comisionado jefe de tierras de la corona); en 1875, Tully se convirtió en agrimensor general interino en lugar de Gregory. Gregory luego se convirtió en topógrafo geológico.
En 1862, construyó a mano la casa de campo Rainworth en Rosalie, en Brisbane, ahora catalogada como patrimonio. Allí vivió hasta su muerte. Arrendó una casa que había construido en la finca Rainworth a su colega topógrafo, Walter C. Hume, que él y su familia rebautizaron como  "Fairseat".
El 23 de diciembre de 1862, Gregory fue nombrado Gran Maestro Provincial de la Logia Masónica de Inglaterra en Queensland.
En 1865, Gregory, Maurice Charles O’Connell y John Douglas  solicitaron una concesión especial de terreno para erigir un Masonic Hall en Brisbane. Esto fue concedido el 15 de enero de 1865. El 28 de febrero de 1865, Gregory fue nombrado Masón del Real Arco (Royal Arch Mason) en el Capítulo del Real Arco de Australia del Norte (North Australia Royal Arch Chapter).
Desde 1880 hasta su muerte en 1905, se desempeñó como concejal de la Shire of Toowong  y como regidor de su sucesor, la Town of Toowong. Fue presidente del condado durante 12 años, de 1881 a 1884, de 1888 a 1890, de 1895, de 1898 a 1901 y alcalde de la ciudad en 1904.
El 10 de noviembre de 1882, Gregory fue nombrado miembro del Consejo Legislativo de Queensland (un nombramiento vitalicio).
A fines de la década de 1880, había construido una casa de verano en Southport.
Con su hermano, Francis Thomas, publicó su Journals of Australian Exploration  en 1884.
Estaba interesado en la investigación científica y fue fideicomisario del  Queensland Museum.
A principios de 1895, Gregory fue nombrado Gran Superintendente de la Masonería del Real Arco en Queensland. El 25 de junio de 1895 abrió el Gran Capítulo de Distrito.
El 6 de noviembre de 1903, Gregory fue nombrado caballero, siendo nombrado Caballero Comendador de la Orden de San Miguel y San Jorge (Imperial) en reconocimiento a su servicio como Agrimensor General y en el Consejo Legislativo de Queensland.
Gregory murió el 25 de junio de 1905 en su residencia Rainworth en Rosalie, Brisbane. Su cuerpo yacía en el Masonic Hall en Alice Street, donde muchas personas acudieron a presentar sus respetos; se estimó que 1400 personas visitaron la mañana del funeral. Su funeral tuvo lugar en el salón en la tarde del 29 de junio de 1905, después de lo cual una procesión fúnebre de varios cientos de personas caminó por Alice Street, William Street, North Quay y River Road (ahora Coronation Drive) hasta el cementerio de Toowong donde cientos de personas ya estaban reunidas en el cementerio. Gregory fue enterrado en lo alto de la ladera norte de la colina debajo de la tumba del gobernador Samuel Blackall con ritos anglicanos realizados por su amigo, el reverendo Thomas Jones de Indooroopilly.
Después de su muerte, su casa Rainworth fue alquilada a varias personas, incluido Robert Philp. Su tierra agrícola finalmente se subdividió y, para facilitar esto, la casa Rainworth se trasladó a otro sitio, ahora el 7 de Barton Street en el suburbio de Bardon. La casa se agregó al Registro del Patrimonio de Queensland Queensland Heritage Register el 21 de octubre de 1992.
A finales de 1905, el artista de Brisbane, Oscar Fristrom, esculpió un busto de Gregory. En febrero de 1906, Fristrom ofreció vender el busto a la Royal Geographical Society of Queensland, pero la sociedad decidió no comprarlo; sin embargo, lo exhibieron en un evento en junio de 1906. Durante muchos años, el busto se exhibió en la Logia Gregory de los francmasones en Cairns (se representa a Gregorio vistiendo sus insignias masónicas). En 2018, los masones donaron el busto al Museo de Tierras, Cartografía y Agrimensura de Brisbane. Al 10 de marzo de 2020, el busto se encuentra en la entrada del museo.

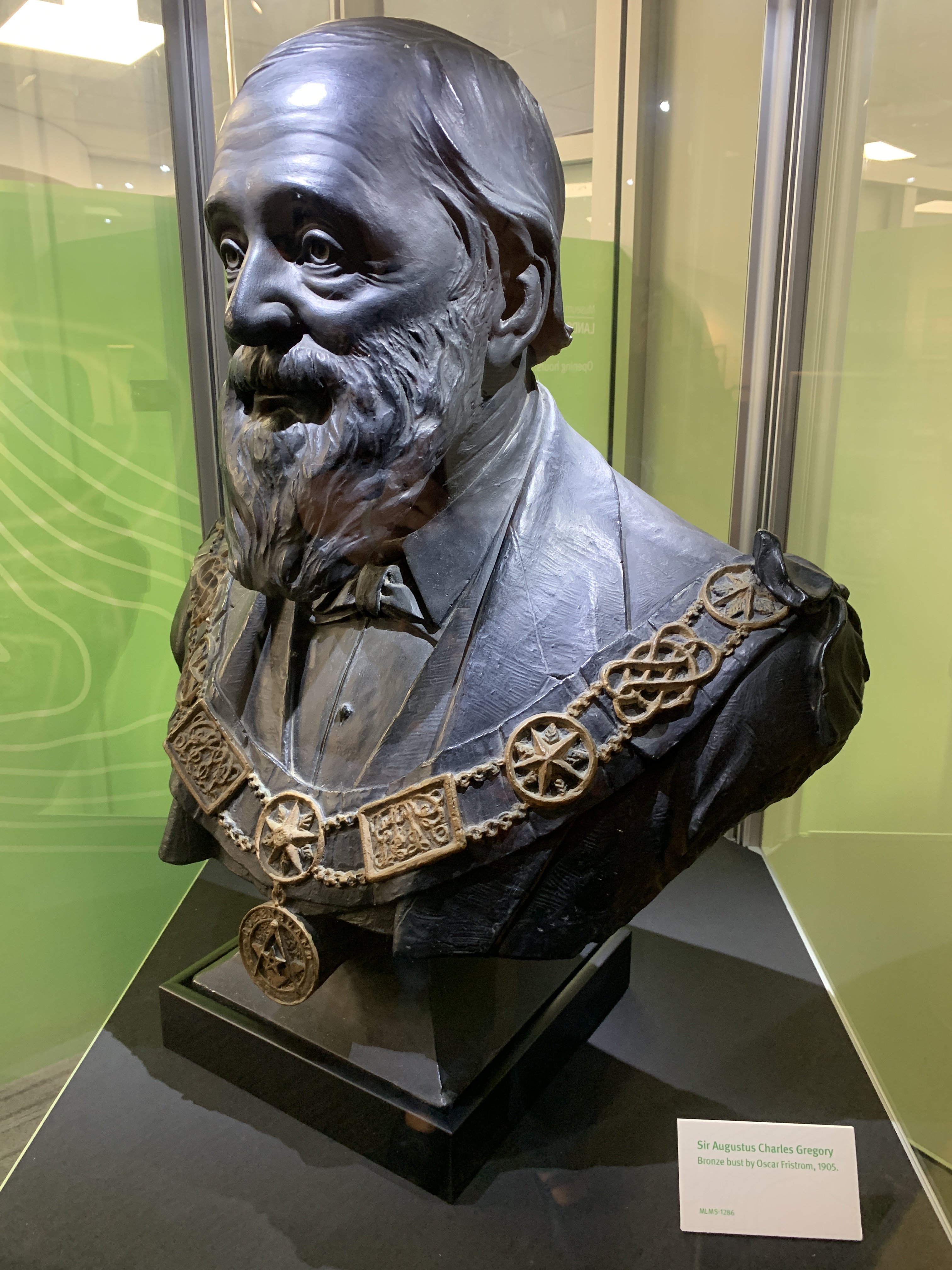
Busto de Augustus Charles Gregory esculpido por Oscar Fristrom en 1905

## Reconocimiento y legado
Gregory ha sido honrado con el nombramiento de muchos lugares en Australia, entre otros:
- Distrito electoral de Gregory, Queensland
- Gregory (Queensland), una ciudad
- Gregory (Australia Occidental), una ciudad
- Autopista Gregory, Queensland
- Parque nacional Gregory, Territorio del Norte
- Río Gregory en el Shire de Burke, Queensland[23]
- Monte Augustos[24]
  - Parque Nacional Monte Augustus, Australia Occidental[24]

Varias plantas fueron nombradas en su honor, entre ellas:
- Adansonia gregorii, conocido como el árbol boab;[25]
  - Gregory's Tree, un boab inscrito por el grupo de Gregory en 1856;[26]
- Brachychiton gregorii, conocido como el kurrajong del desierto;[27]
- Cochlospermum gregorii, un tipo de ceiba nativa.

El nombre de la carretera "Gregory Gardens" en su lugar de nacimiento Farnsfield, Nottinghamshire, Inglaterra, recibió su nombre.
Su casa Rainworth fue el origen del nombre de Rainworth (Queensland), un suburbio (ahora localidad) en Brisbane.